# Paris-Bourges 2009
Paris-Bourges 2009 est la 59e édition de la course cycliste française Paris-Bourges se déroulant le 8 octobre 2009 entre Gien (Loiret) et Bourges (Cher), sur une distance de 193,3 kilomètres.
La course fait partie de la 5e édition du circuit continental européen UCI Europe Tour en catégorie 1.1 en revanche elle disparaît du calendrier de la coupe de France de cyclisme sur route après y avoir figuré chaque année en clôture de saison depuis sa 2e édition en 1993.
L'épreuve est remportée par l'Allemand André Greipel évoluant dans l'équipe américaine Columbia-HTC.

## Présentation

### Équipes
21 équipes sont au  départ de la course : sept équipes UCI WorldTeam, sept équipes continentales professionnelles et sept équipes continentales.
| ProTeams (7)- Saxo Bank - Cofidis, le Crédit en Ligne - Columbia-HTC - La Française des jeux - AG2R La Mondiale - Caisse d'Épargne - BBox Bouygues Telecom Équipes continentales professionnelles (7)- Cervélo TestTeam - Vorarlberg-Corratec - Vacansoleil - Agritubel - Topsport Vlaanderen-Mercator - Landbouwkrediet-Colnago - Skil-Shimano Équipes continentales (7)- Besson Chaussures-Sojasun - Auber 93 - Bretagne-Schuller - Club Bourgas - Continental Team Differdange - Roubaix Lille Métropole - Magnus Maximus Coffee.com |
| |

## Classement final
| \| Classement général \| Classement général \| Classement général \| Classement général \| Classement général \| \| Coureur \| Coureur \| Pays \| Équipe \| Temps \| \| ------------------ \| ------------------ \| ------------------ \| --------------------------- \| ------------------ \| \| 1er \| André Greipel \| Allemagne \| Columbia-HTC \| 4 h 11 min 55 s \| \| 2e \| Juan José Haedo \| Argentine \| Saxo Bank \| + 0 s \| \| 3e \| Aliaksandr Usau \| Biélorussie \| Cofidis, le Crédit en Ligne \| + 0 s \| \| 4e \| Roger Hammond \| Royaume-Uni \| Cervélo TestTeam \| + 0 s \| \| 5e \| Sébastien Chavanel \| France \| La Française des jeux \| + 0 s \| \| 6e \| Sébastien Hinault \| France \| AG2R La Mondiale \| + 0 s \| \| 7e \| Andreas Dietziker \| Suisse \| Vorarlberg-Corratec \| + 0 s \| \| 8e \| Martin Reimer \| Allemagne \| Cervélo TestTeam \| + 0 s \| \| 9e \| Borut Božič \| Slovénie \| Vacansoleil \| + 0 s \| \| 10e \| Romain Feillu \| France \| Agritubel \| + 0 s \| |                    |             |                             |                 |
| |                    |             |                             |                 |
| Source : ProCyclingStats |                    |             |                             |                 |
| Classement général |                    |             |                             |                 |
| Coureur | Coureur            | Pays        | Équipe                      | Temps           |
| 1er | André Greipel      | Allemagne   | Columbia-HTC                | 4 h 11 min 55 s |
| 2e | Juan José Haedo    | Argentine   | Saxo Bank                   | + 0 s           |
| 3e | Aliaksandr Usau    | Biélorussie | Cofidis, le Crédit en Ligne | + 0 s           |
| 4e | Roger Hammond      | Royaume-Uni | Cervélo TestTeam            | + 0 s           |
| 5e | Sébastien Chavanel | France      | La Française des jeux       | + 0 s           |
| 6e | Sébastien Hinault  | France      | AG2R La Mondiale            | + 0 s           |
| 7e | Andreas Dietziker  | Suisse      | Vorarlberg-Corratec         | + 0 s           |
| 8e | Martin Reimer      | Allemagne   | Cervélo TestTeam            | + 0 s           |
| 9e | Borut Božič        | Slovénie    | Vacansoleil                 | + 0 s           |
| 10e | Romain Feillu      | France      | Agritubel                   | + 0 s           |